# خاندان علی
خاندان علی یا علویان که شیعیان و پیروان علی بن ابی‌طالب محسوب می‌شوند، گروهی از طایفه بنی‌هاشم بودند که پس از درگذشت محمد بن عبدالله و در پی جریان سقیفه که به موجب آن ابوبکر به خلافت رسید شروع به فعالیت کرده و به طرفداری از علی، حاضر نشدند با ابوبکر بیعت کنند و خلافت را حق علی دانستند.
شروع فعالیّت علویان در عرصه سیاست، پس از کشته‌شدن حسین بن علی در واقعه کربلا بوده‌است و از این تاریخ هرجا فرصتی برای قیام می‌دیدند از آن استفاده می‌کردند و چون اوضاع نامناسب می‌شد، موقتاً آرام می‌شدند. این آرامش موقتی بیشتر در دوران امویان بود که به جز قیام زید بن علی و فرزندش یحیی در دوران هشام بن عبدالملک هیچ قیام مهم دیگری از طرف علویان صورت نپذیرفت.

## دشمنی علویان با عباسیان
زمانی که عباسیان به خلافت رسیدند و استقرار یافتند، دشمنی علویان با آن‌ها شروع شد. چرا که علویان و عباسیان از خاندان بنی هاشم بودند که ضد امویان با یکدیگر همکاری داشتند، اما زمانی که عباسیان به قدرت رسیدند، دشمنی علویان با عباسیان آغاز شد، چرا که هر گروه خلافت را حق خویش می‌دانست.

نخستین کسی که از علویان علیه عباسیان قیام آغاز کرد، محمد ابن عبدلله نفس زکیه بود که در مدینه به پا خواست ولی شکست خورد، و برادرش ابراهیم نیز در بصره به قتل رسید. از اینجا عباسیان در تعقیب و کشتار علویان همت گماشتند ولی کوشش آن‌ها چندان سودمند نبود چرا که در زمان هارون الرشید، ادریس بن عبدالله توانست در آفریقا تشکیل حکومتی به نام ادریسیان دهد و یحیی ابن عبدالله نیز در گرگان و طبرستان به فعالیّت تبلیغی علیه خلیفه پرداخت، که در نتیجه این اقدامات امنیت دولت عباسی را به خطر انداختند و هارون الرشید، به ناچار راهی ایران شد.

## مهاجرت علویان
سرزمین عراق و حجاز از آغاز به عنوان مرکز رشد و نمو علویان بوده‌است ولی علویان بر اثر ظلم‌هایی که خلفا در حقشان روا داشتند بناچار به اطراف سرزمین‌های اسلامی مهاجرت می‌کردند تا دست مأموران خلفا به آن‌ها نرسد.
از زمان منصور دوانیقی، با شدت تمام به سرکوب علویان پرداخته شد و از این زمان کشتن علویان آغاز شد و کمتر عامل و وزیری از بنی‌عباس بود که دستش به خون یکی از علویان آلوده نشده باشد.
به جهت مظلومیتی که علویان در طول دوره اموی و عباسی داشتند، نفوذ آن‌ها در میان مردم بیشتر شد. افزون بر آنکه آن‌ها را اهل‌بیت پیامبر می‌دانستند، لذا مردم که این همه ظلم و ستم را در حق علویان می‌دیدند نسبت به آنان متمایل می‌شدند.

## ورود علویان به ایران
ظلم و ستم فراوان نسبت به علویان موجب شد، از قرن دوم ورود به ایران را آغاز نموده و در نقاط مختلف ایران برای دعوت مردم به اسلام علوی، و تبلیغ علیه خلفای اموی و عباسی شروع به فعالیت کردند و توانستند در طی یک قرن مردم بعضی از شهرها و مناطق ایران را با علی ابن ابی طالب و فرزندانش آشنا سازند و مذهب علوی را پرورش دهند.

## تشکیل اولین دولت علویان
برای اولین بار علویان توانستند در سال ۲۵۰ هجری دولت علویان را در طبرستان تشکیل دهند؛ زیرا مردم طبرستان که از ظلم و ستم والی خلیفه عباسی به تنگ آمده بودند، از حسن ابن زید که در ری بود دعوت کردند که به طبرستان برود، با رفتن وی شماری از مردم نامسلمان آن نواحی به دست وی اسلام آوردند و تعهد کردند که از او حمایت کنند. در نتیجه حسن ابن زید توانست منطقه مازندران و گیلان را به دست آورد و دولت علویان را تشکیل بدهد. این اولین دولتی بود که در شرق اسلامی بدون تأیید خلفای عباسی تشکیل شده بود و اگرچه این دولت تهدیدی برای خلفای عباسی بود، ولی به خاطر آشفتگی‌هایی که خلفای عباسی با آن درگیری داشتند، نمی‌توانستند هیچ قدمی برای براندازی این دولت جدید علوی بردارند؛ لذا تا مدت‌ها علویان توانستند در آرامش به سر ببرند.
در سال ۲۸۶ هجری ابوعبدالله السبقی با تلاش عبیدالله بن مهدی توانست در آفریقا، مغرب دور، مصر و شام تشکیل دولت دهد و در یمن نیز یحیی ابن حسین در سال ۲۹۰ هجری قیام کرد و آن نقطه را تحت سلطة خود درآورد.
این گونه حرکت‌ها نشان از گسترش نفوذ علویان در سراسر قلمرو اسلامی از غرب تا شرق داشته‌است.